# Biografielijst Je

## Jea
- Jean (1986), Braziliaans voetballer
- DJ Jean (1968), Nederlands dj
- Wyclef Jean (1972), Haïtiaans-Amerikaans rapper
- Allene Jeanes (1906-1995), Amerikaans scheikundig onderzoekster
- Jean Carlos Sales Bemvindo (1984), Braziliaans voetballer
- Jean Paul (1763-1825), Duits schrijver

## Jeb
- Imbert Maurits Jebbink (1946-2024), Nederlands hockeyer en advocaat
- Ruth Jebet (1996), Keniaans-Bahreins atlete

## Jec
- Léon Jeck (1947-2007), Belgisch voetballer

## Jed
- Slim Jedidi (1970), Tunesisch voetbalscheidsrechter
- Mile Jedinak (1984), Australisch-Kroatisch voetballer
- Jamal Abu al-Jediyan (ca.1961-2007), Palestijns politicus
- Ányos Jedlik (1800-1895), Hongaars benedictijn, natuurkundige en uitvinder
- Márk Jedlóczky (1999), Hongaars autocoureur
- Otylia Jędrzejczak (1983), Pools zwemster
- Tin Jedvaj (1995), Kroatisch voetballer

## Jef
- Axcil Jefferies (1994), Zimbabwaans autocoureur
- Marc John Jefferies (1990), Amerikaans acteur
- Tony Jefferies (1941), Zuid-Afrikaans autocoureur
- Tony Jefferies (1948-2021), Brits motorcoureur
- Blind Lemon Jefferson (1897-1929), Amerikaans bluesmusicus
- Marshall Jefferson (1959), Amerikaanse houseproducer
- Thomas Jefferson (1743-1826), Amerikaans diplomaat, filosoof, kunstenaar, politicus en president
- Michael Jeffery (1937), Australisch militair en gouverneur-generaal
- Myles Jeffrey (1990), Amerikaans acteur en filmproducent
- Harold Jeffreys (1891-1989), Engels wiskundige, statisticus, geofysicus en astronoom
- Nabil Jeffri (1993), Maleisisch autocoureur
- Aleksandr Jefimkin (1981), Russisch wielrenner
- Vladimir Jefimkin (1981), Russisch wielrenner
- Boris Jefimov (1899-2008), Sovjet-Russisch cartoonist
- Joelia Jefimova (1992), Russisch zwemster
- Antonina Jefremova (1981), Oekraïens atlete

## Jeg
- Boris Jegorov (1937-1994), Russisch ruimtevaarder
- Grigori Jegorov (1967), Sovjet-Russisch/Kazachs atleet
- Olga Jegorova (1972), Russisch atlete

## Jeh
- Peter Jehle (1982), Liechtensteins voetballer

## Jei
- Ibrahim Jeilan (1989), Ethiopisch atleet

## Jek
- Fabian Jeker (1968), Zwitsers wielrenner
- Vjatsjeslav Jekimov (1966), Russisch wielrenner
- Harrie Jekkers (1951), Nederlands zanger en cabaretier
- Petar Jekovic (1944), Bulgaars voetballer

## Jel

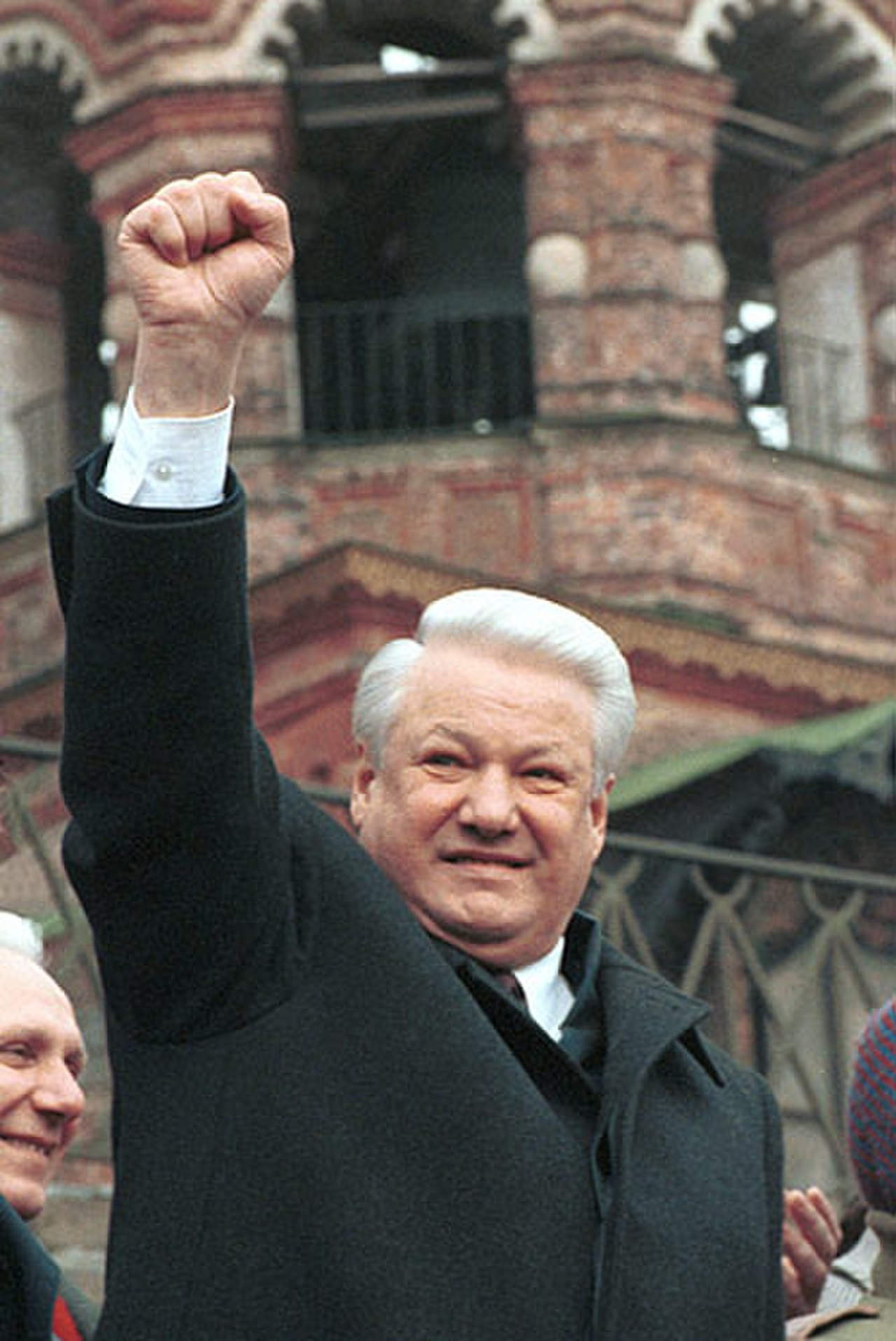
Boris Jeltsin

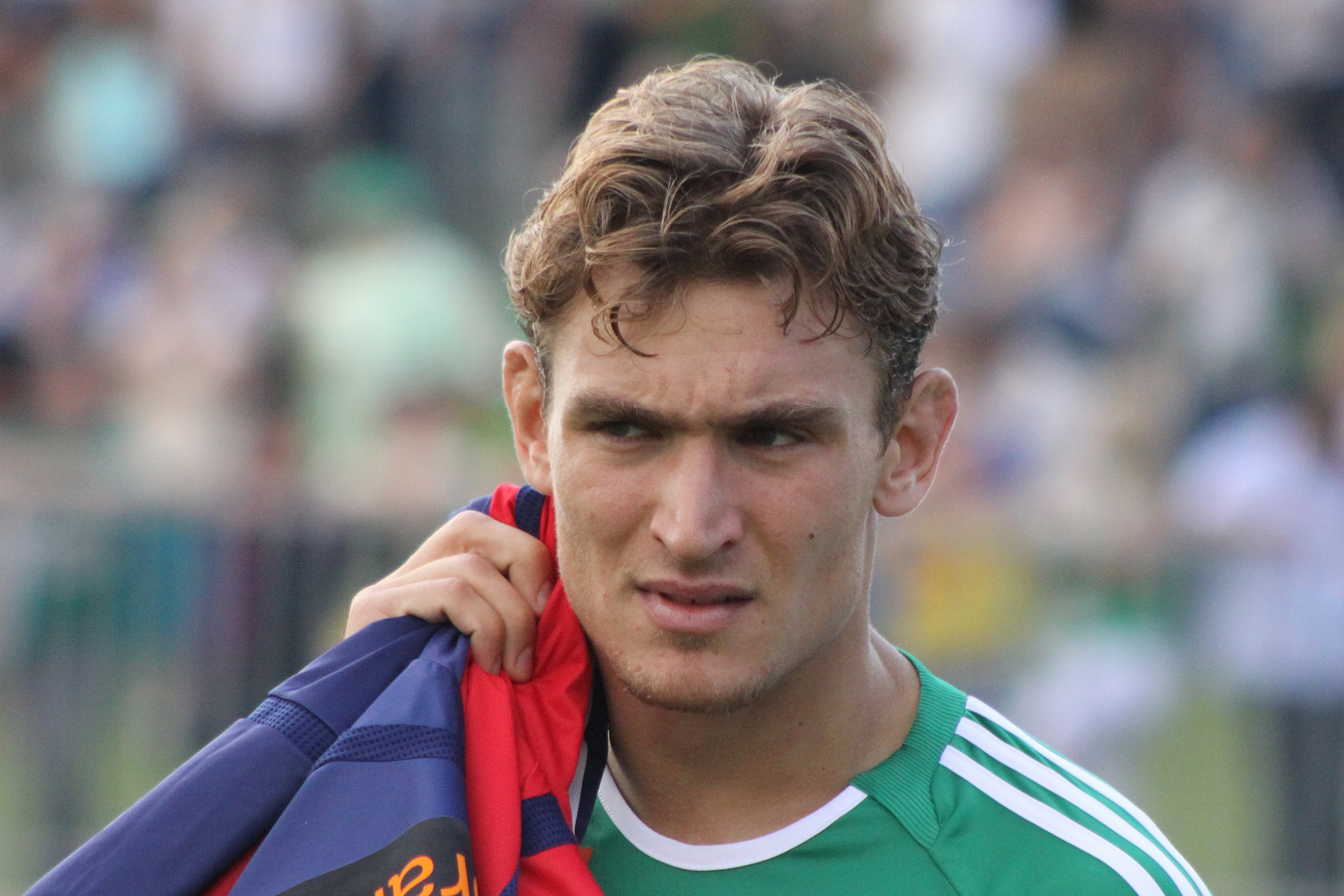
Nikica Jelavić

- Anne Jelagat Kibor (1969), Keniaans atlete
- Nikica Jelavić (1985), Kroatisch voetballer
- Michail Nikolajevitsj Jelgin (1981), Russisch tennisser
- Pamela Jelimo (1989), Keniaans atlete
- Zmago Jelinčič (1948), Sloveens politicus
- Elfriede Jelinek (1946), Oostenrijks schrijfster en Nobelprijswinnares
- Adriana Jelínková (1995), Tsjechisch alpineskiester
- Frank Jelinski (1958), Duits autocoureur
- Michał Jeliński, (1980) Pools roeier
- Aleksej Jelisejev (1934), Russisch kosmonaut
- Semjon Jelistratov (1990), Russisch shorttracker
- Stephen Jelley (1982), Brits autocoureur
- Simon Jelsma (1918-2011), Nederlands pater, journalist en organisator
- Boris Jeltsin (1931-2007), Russisch president (1991-1999)
- Ana Jelušić (1986), Kroatisch alpineskiester

## Jem
- Jem (1975), Welsh-Brits zangeres (Jemma Griffiths)
- Eddie Jemison (1963), Amerikaans acteur

## Jen

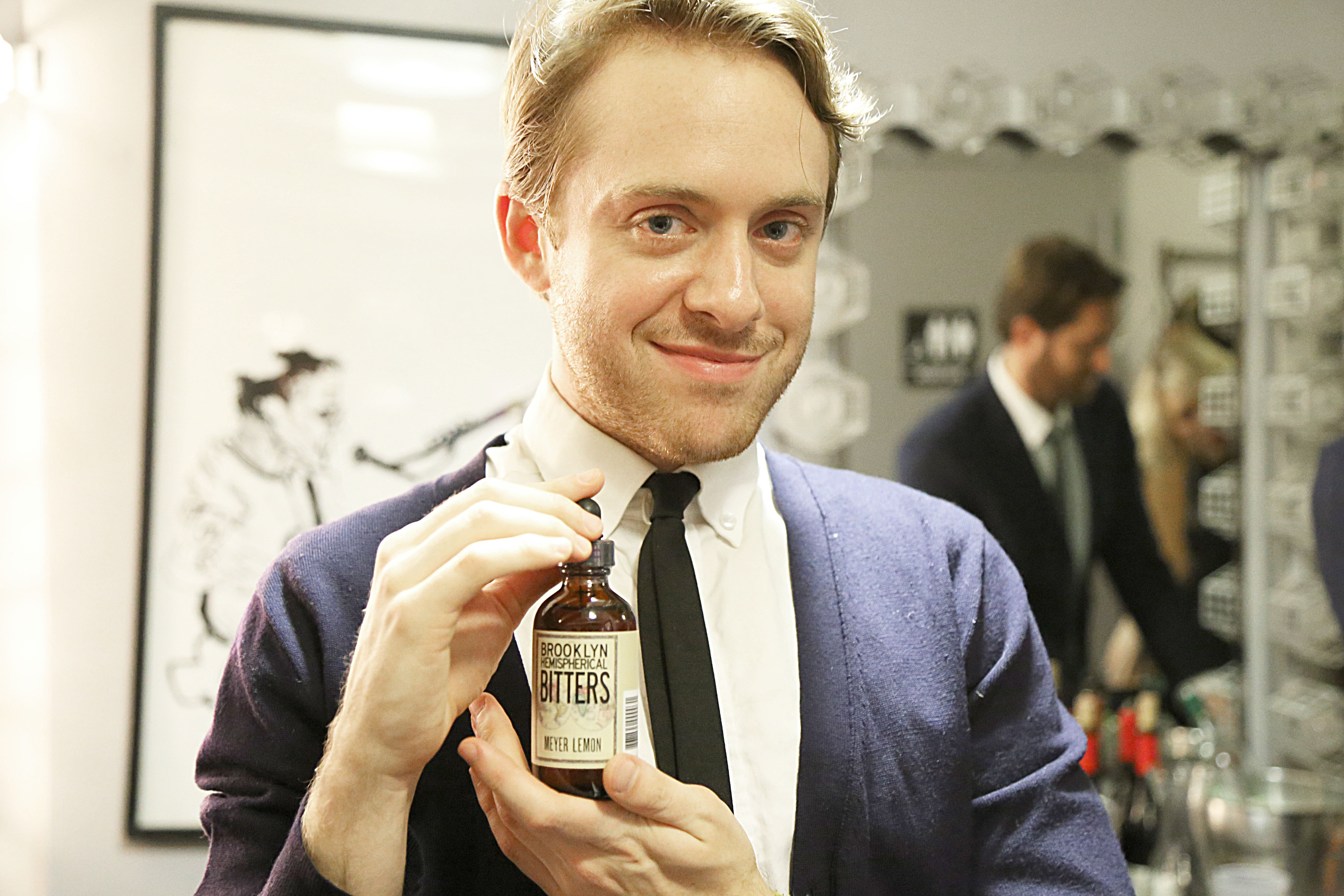
Max Jenkins, 2014

- Megan Jendrick (1984), Amerikaans zwemster
- Emerich Jenei (1937), Roemeens voetballer en voetbalcoach
- Fleeming Jenkin (1833-1885), Brits wetenschapper en uitvinder
- Andy Jenkins (1971), Engels darter
- Barry Jenkins (1944), Brits drummer
- Charles Francis Jenkins (1867-1934), Amerikaans uitvinder van film en televisie
- David Jenkins (1936), Amerikaans kunstschaatser
- Florence Foster Jenkins (1868-1944), Amerikaans sopraan
- Hayes Alan Jenkins (1933), Amerikaans kunstschaatser
- LaTasha Jenkins (1977), Amerikaans atlete
- Max Jenkins (1985), Amerikaans acteur en toneelschrijver
- Terry Jenkins (1963), Engels darter
- Anthony Jenkinson (+1611), Engels handelaar en ontdekkingsreiziger
- Steve Jenkner (1976), Duits motorcoureur
- Davorin Jenko (1835-1914), Sloveens componist en dirigent
- Michelle Jenneke (1993), Australisch atlete
- Blake Jenner (1992), Amerikaans acteur en zanger
- Brody Jenner (1983), Amerikaans model en reality-televisiester
- Caitlyn Jenner (1949), Amerikaans tienkamper en televisiepersoonlijkheid
- Ché Jenner (1987), Nederlands voetballer
- Debbie Jenner, Brits zangeres en danseres
- Edward Jenner (1749-1823), Engels arts
- Fred Jenner (1957), Nederlands gitarist en componist
- Julian Jenner (1984), Nederlands voetballer
- Kendall Jenner (1995), Amerikaans televisiepersoonlijkheid en model
- Kylie Jenner (1997), Amerikaans televisiepersoonlijkheid en internetbekendheid
- Lucinda Jenney (1954), Amerikaans actrice
- Alexis Jenni (1963), Frans schrijver
- Philipp Jenninger (1932-2018), Duits politicus
- Andrew Jennings (1943-2022), Brits onderzoeksjournalist en schrijver
- Brent Jennings (1951), Amerikaans acteur
- Edward Jennings (1898-1975), Amerikaans roeier
- Pat Jennings (1945), Noord-Iers voetbaldoelman
- Christel Jennis (1964), Belgisch atlete
- Ladina Jenny (1993), Zwitsers snowboardster
- Ellen Jens (1940-2023), Nederlands televisieproducent en -regisseuse
- Annemette Jensen (1972), Deens atlete
- Birger Jensen (1951-2023), Deens voetballer
- Erik Jensen, Amerikaans acteur, filmproducent en scenarioschrijver
- Geir Jensen (1954), Noors kunstenaar
- Hans Jensen (1907-1973), Duits natuurkundige en Nobelprijswinnaar
- Henning Jensen (1949-2017), Deens voetballer
- Iain Jensen (1988), Australisch zeiler
- Jacob Jensen (1926), Deens ontwerper
- Jørgen Jensen (1944-2009), Deens atleet
- Mikkel Jensen (1994), Deens autocoureur
- Mikkel Jensen (1977), Deens voetballer
- Roald Jensen (1943-1987), Noors voetballer
- Viggo Jensen (1947), Deens voetballer en voetbalcoach
- Anne Grethe Jensen-Törnblad (1951), Deens amazone
- Jan Thomas Jenssen (1996), Noors langlaufer

## Jep
- Violah Jepchumba (1990), Keniaans-Bahreins atlete
- Anton Jepichin (1988), Russisch voetballer
- Andrej Jepisjin (1981), Russisch atleet
- Hyvin Jepkemoi (1992), Keniaans atlete
- Eunice Jepkorir (1982), Keniaans atlete
- Janeth Jepkosgei (1983), Keniaans atlete
- Joyciline Jepkosgei (1993), Keniaans atlete
- Steven Jeppesen (1984), Zweeds golfer
- Carly Rae Jepsen (1985), Canadees zangeres
- Priscah Jeptoo (1984), Keniaans atlete

## Jer
- Jeremia (7e eeuw v.Chr.), Joods profeet
- Ron Jeremy (1953), Amerikaans pornoster en -filmregisseur
- Ruby Jerins (1998), Amerikaans jeugdactrice
- Aleksej Jerjomenko (1964), Russisch voetballer en voetbalcoach
- Aleksej Jerjomenko (1983), Fins voetballer, geboren in Rusland
- Roman Jerjomenko (1987), Fins voetballer, geboren in Rusland
- Dražan Jerković (1936-2008), Kroatisch voetballer en voetbalcoach
- Jermak (+1585), Russisch kozakkenleider
- Aleksej Jermolov (1777-1861), Russisch generaal
- Sixten Jernberg (1929-2012), Zweeds langlaufer
- Niels Kaj Jerne (1911-1994), Deens immunoloog en Nobelprijswinnaar
- Igor Jerochin (1986), Russisch atleet

## Jes
- Jesaja (8e eeuw v.Chr.), Joods profeet
- Bob Jesse (1914-1982), Nederlands verzetsstrijder
- Arti Jessurun (1947), Surinaams politicus
- Realdo Jessurun (1969), Surinaams wielrenner
- Samuel Jessurun de Mesquita (1868-1944), Nederlands schilder en graficus
- Chicho Jesurun (1947-2006), Nederlands-Antilliaans honkballer, honkbalcoach en sportjournalist
- Jorge Jesus (1954), Portugees voetbalcoach
- Luís Jesus (1968), Portugees atleet
- Eurico de Jesus (1977), Macaus autocoureur
- Gregoria de Jesus (1875-1943), Filipijns onafhankelijkheidsstrijdster;

## Jet
- Carmelita Jeter (1979), Amerikaans atlete

## Jeu
- Wilma Jeuken (1905-1960), echtgenote van kunstschilder Carel Willink
- Jan Jeuring (1947), Nederlands voetballer
- Alfons Jeurissen (1874-1925), Belgisch schrijver
- Alfons Jeurissen (1900-1969), Belgisch politicus
- Herman Jeurissen (1952), Nederlands hoornist
- Kees Jeurissen (1976), Nederlands wielrenner

## Jev
- Olivera Jevtić (1977), Joegoslavisch/Servisch atlete
- Jevgeni Jevtoesjenko (1932-2017), Russisch dichter

## Jew
- Frank Jewett (1879-1949), Amerikaans natuurkundige
- Isaiah Jewett (1997), Amerikaans atleet
- Norman Jewison (1926-2024), Canadees filmregisseur

## Jey
- Joshua Benjamin Jeyaretnam (1926-2008), Singaporees politicus

## Jez
- Krzysztof Jeżowski (1975), Pools wielrenner
- Jezus van Nazareth / Jezus Christus (1e eeuw), Joods religieus leider en stichter van het christendom